# موريس روي
موريس روي هو كاهن كاثوليكي كندي، ولد في 25 يناير 1905 في مدينة كيبك في كندا، وتوفي بنفس المكان في 24 أكتوبر 1985.

## وصلات خارجية
- موريس روي على موقع مونزينجر (الألمانية)